# Општина Косовска Каменица
Општина Косовска Каменица је најисточнија општина на Косову и Метохији, Србија. У административној организацији Републике Србије ова општина припада Косовскопоморавском округу, док га локалне албанске власти, према подели УНМИК-а сматрају делом Гњиланског округа. 
Општина обухвата површину од 523 km² на којој има 76 села. Становништво општине се процењује на 63.000, од чега су 82% Албанци, 17% Срби и око 500 Рома. 

## Насеља
| - Ајновце - Беривојце - Блато - Бољевце - Босце - Божевце - Братиловце - Бусовата - Бушинце - Ваганеш - Велико Ропотово - Вељеглава - Врућевце - Глоговце - Гминце - Горња Шипашница - Горње Карачево - Горње Кормињане | - Грађеник - Гризиме - Дајковце - Даждинце - Десивојце - Доморовце - Доња Шипашница - Доње Карачево - Доње Кормињане - Дреновце - Ђуришевце - Жуја - Зајчевце - Кололеч - Коретин - Косовска Каменица - Костадинце - Крајнидел | - Кремената - Криљево - Лисоцка - Љајчић - Љештар - Мало Ропотово - Маревце - Мешина - Мигановце - Мочаре - Мучиврце - Ново Село - Одановце - Одевце - Огоште - Ораовица - Панчело - Поличка | - Рајановце - Ранилуг - Робовац - Рогачица - Седларе - Стрелица - Стрезовце - Свирце - Тиринце - Томанце - Топоница - Трстена - Туђевце - Фирићеје - Царевце - Чараковце - Шајић |